# Morje v času mrka (film)
Morje v času mrka je slovenski dramski film iz leta 2008 v režiji in po scenariju Jureta Pervanja, posnet po istoimenskem romanu Mateja Dolenca. Pisatelj Val Sebald je umaknil pred življenjem in kopnim na Otok, kjer meša realno življenje in domišljijo, nato spozna mlado slikarko Ivana. 

## Igralci
- Boris Cavazza kot Val Sebald
- Ajda Smrekar kot Ivana
- Devi Bragalini
- Brane Gruber
- Pia Zemljič
- Lenča Ferenčak
- Franc Markovčič
- Urška Bradaskja
- Marko Derganc
- Sandi Pavlin
- Dare Valič
- Ivanka Mežan
- Damijan Cavazza
- Predrag Mitrović